# Jean-Paul Burdy
 (juin 2023).
Jean-Paul Burdy, né en 1952 à Lyon, est un historien, spécialiste du Moyen-Orient et des questions internationales. Il est enseignant-chercheur à l’Institut d’Études Politiques de Grenoble de 1989 à 2014.

## Biographie

### Formation
Jean-Paul Burdy est élève de l’École normale supérieure de Cachan (actuelle ENS Paris-Saclay) de 1972 à 1976, où il contribue à la revue Espaces-Temps. Il est agrégé d’histoire en 1975. De 1973 à 1981, il participe au séminaire « Femmes-Genre-Histoire » de Michelle Perrot, à l’Université Paris 7-Denis-Diderot. Il soutient en 1986 une thèse de doctorat d’histoire contemporaine préparée sous la direction d’Yves Lequin, au sein du Centre Pierre Léon d’histoire économique et sociale de l’Université Lyon-2.

### Carrière et responsabilités administratives
Il est professeur d’histoire-géographie en collège et en lycée en région parisienne, puis à Saint-Étienne. Il est parallèlement chargé de cours à l’Université Paris-7 (1975-1981), puis à l’Université Lumière-Lyon-2 (1981-1989). Il est ensuite enseignant-chercheur, maître de conférences d’histoire contemporaine à l’Institut d’Études Politiques de Grenoble, Université Grenoble Alpes (1989-2014). Depuis 2015, il est enseignant-chercheur associé au master «Intégration et mutations en Méditerranée et au Moyen-Orient »  de l’IEP de Grenoble.
Jean-Paul Burdy a été directeur des relations internationales de l’IEP de Grenoble (1996-2006), président de la commission internationale du Pôle européen de Grenoble, puis de Grenoble Universités (2000-2006). Entre 1993 et 2006, il a été chargé de mission pour l’expertise et la gestion de programmes bilatéraux ou  internationaux en Europe de l’Est (Lituanie, Biélorussie), en Russie (Saint-Pétersbourg), dans le Caucase (Azerbaïdjan, Géorgie), en Iran, en Amérique latine (Argentine, Brésil), au Japon et en Chine (Shanghai).

### Enseignements
Ses enseignements à l’IEP de Grenoble portent sur l’histoire de l’Europe et de l’idée européenne; les processus de modernisation comparée de l’Empire ottoman, de la Perse et du Japon de Meiji ; l’histoire et la géopolitique de la Turquie et de l’Iran. Il assure la préparation à l’épreuve de Questions internationales des concours administratifs (École nationale d’administration ; ministère de l'Europe et des Affaires étrangères). A Istanbul (Turquie), il a assuré un cours annuel sur L’Europe contemporaine au Département francophone de sciences politiques et administratives (DFSPA) de l’Université de Marmara, à Tarabya (1994-2008); et à l’Université de Galatasaray, Istanbul (2009-2014). Il a également enseigné à l’Université européenne des sciences humaines de Minsk, Biélorussie (1996-2000) ; à l’Académie d’administration publique de Bakou, Azerbaïdjan (1997-2000).

### Thèmes de recherche

#### Histoire sociale et urbaine
Chercheur associé au Centre Pierre Léon d’histoire économique et sociale de l’Université Lyon-2 (1981-1992), et au Laboratoire de recherches historiques Rhône-Alpes (LARHRA, 1990-2010), Jean-Paul Burdy a participé à des groupes de recherche sur l’histoire sociale, industrielle et urbaine de Saint-Étienne et de la région lyonnaise, et de l’Europe occidentale (XIXe – XXe siècles). Sa thèse de doctorat a été éditée en 1989 aux Presses Universitaires de Lyon sous le titre « Le Soleil noir. Un quartier de Saint-Étienne, 1840-1940 ». Ses travaux ont été publiés dans Le Mouvement social, Histoire urbaine, Historiens-Géographes, etc.

#### Histoire et géopolitique du Moyen-Orient
Chercheur associé au laboratoire PACTE (UMR CNRS-Université de Grenoble) ; co-animateur du Groupe d’études Turquie-Europe (GRETE, Laboratoire PACTE, 2004-2009) ; chercheur associé au laboratoire GREMMO, Maison de l’Orient et de la Méditerranée, Lyon (2012-2016) ; intervenant à l’Institut français d’études anatoliennes d’Istanbul (IFEA, Observatoire de la vie politique turque, OVIPOT), Jean-Paul Burdy a participé à des groupes de recherche sur la transition démocratique en Europe centrale et orientale ;  sur l’histoire comparée de la France et de la Turquie (autour des notions de république et de laïcité) ; sur les évolutions politiques et la candidature européenne de la Turquie ; sur la géopolitique du Caucase ; sur la politique régionale de l’Iran ; sur les « printemps arabes » (Syrie, Bahreïn) ; sur les évolutions géopolitiques au Moyen-Orient.
Il a publié plusieurs ouvrages sur la Turquie, et de nombreux articles sur le Moyen-Orient, en particulier dans  les Cahiers d’Études sur la Méditerranée orientale et le monde turco-iranien (CEMOTI);  Moyen-Orient ; Diplomatie; Questions internationales; Politique internationale; Orients Stratégiques ; Confluences Méditerranée, etc.
Il réunit depuis 2010 l'ensemble de ses travaux sur le site internet « Questions d’Orient-Questions d’Occident ».

#### Histoire et géopolitique  de Taïwan en Asie-Pacifique
Ses recherches sur Taïwan portent sur l’histoire et les mémoires de la période coloniale japonaise ; sur la démocratisation politique depuis les années 1980 ; sur la montée des tensions dans le détroit de Taïwan, et les repositionnements en cours des principaux acteurs (Japon, États-Unis, Chine, Union européenne). et sont publiées dans Diplomatie, Les Grands dossiers de Diplomatie, et Questions internationales.
L'ensemble de ses recherches détaillées sur le site internet : « Les mots de Taïwan » que Jean-Paul Burdy dédie à ces enjeux.

### Apiculture
Apiculteur, auteur du blog « La République des abeilles », Jean-Paul Burdy travaille à une histoire de la mondialisation de l’abeille mellifère européenne Apis mellifera mellifera depuis le XVIe siècle, et sur la circulation globalisée contemporaine des sous-espèces d’abeilles. Il intervient régulièrement, dans des articles et des conférences publiques, sur les menaces qui pèsent sur l’apiculture, et sur les enjeux contemporains de la biodiversité. Il a rédigé le script d’« Un monde d’abeilles », dans l’émission « Le dessous des cartes »,  diffusé sur ARTE le 16 octobre 2021.

### Publications (ouvrages)
- « La Syrie: la régionalisation et les enjeux internationaux d'une guerre imposée », (co-direction avec Emel Parlar Dal) ,  EurOrient no 41-42, L'Harmattan, 2013, 365p.
- « Tarabya çalişmaları. 20.yıl armağan kitap [Les études de Tarabya. Le livre-anniversaire des 20 ans] », (Contribution avec Ali Vahit Turhan (dir.) ), Istanbul, Marmara Universitesi Yayınları, 2010, 432p.
- « La Turquie à l’heure de l’Europe », (Co-rédaction avec Jean Marcou), Grenoble, Presses Universitaires de Grenoble, Coll. Politique en plus, 2008, 190p.
- « Les mots de la Turquie », lexique historique et politique turc, (Direction), Toulouse, Presses Universitaires du Mirail, 2006, 128p.
- « La Turquie est-elle européenne ? Contributions au débat», Levallois-Perret, Editions Turquoise, 2004, 256p.
- « Laïcité(s) Actualité et problèmes de la laïcité en France et en Turquie », (Co-direction avec Jean Marcou), Cahiers d'Études sur la Méditerranée orientale et le monde turco-iranien -CEMOTI no 19, AFEMOTI/CERI, Paris, 1995, 558p.
- « Rhône-Alpes. 500 années Lumière. Mémoire industrielle », (Contribution avec Yves Lequin (dir.)), Paris, Plon, 1991, 505p.
- « Le Soleil noir. Un quartier de Saint-Étienne, 1840-1940 », Lyon, Presses Universitaires de Lyon, 1989, 270p.